# Super rock stars live
Super rock stars live was een studioproject uit 1981 van Bolland & Bolland. Ze haakten ermee in op de toen populaire medley-rage. Naast een aantal muzikanten werden Sandra Reemer en Mariska Veres aangetrokken als zangeressen.
Op de single en 12-inch werden verschillende klassiekers uit de rockgeschiedenis aan elkaar geregen, waaronder In a gadda da vida, Layla, Somebody to love en Roll over lay down.
De groep was te zien in het tv-programma Nederland Muziekland. De single slaagde er niet in mee te gaan in de slipstream van de medley-rage en haalde geen tip- of hitnotering.
Op de B-kant van de single stond het nummer Dance all night van de Bolland-broers. Zij maakten in die tijd ook een single met een parodie-medley van Duitse schlagers: Lustige Schlager-Stars.